# Tochterboot
Ein  Tochterboot ist ein Beiboot, das auf einem größeren Wasserfahrzeug mitgeführt wird und das Mutterschiff selbständig verlassen und wieder hineinfahren kann.

## Seenotrettung
Entwickelt wurde das Tochterboot-Prinzip in den 1950er-Jahren bei der Deutschen Gesellschaft zur Rettung Schiffbrüchiger (DGzRS). Dort wurde erkannt, dass für einen effektiven Seenotrettungsdienst an den deutschen Küsten einerseits hochseetüchtige Fahrzeuge benötigt werden, andererseits im Flachwasser operiert werden muss.
So wurden Seenotkreuzer entwickelt, die in einer Wanne im Heck ein kleineres Fahrzeug mitführen können, das im Bedarfsfalle durch Öffnen einer Heckklappe zu Wasser gelassen wird und danach unabhängig vom Mutterschiff operieren kann.
Grundsatz des Tochterbootkonzepts ist, Besatzung und Geretteten trotz der geringen Fahrzeuggröße ein Maximum an Schutz und Sicherheit zu bieten. Dies erlaubt den Einsatz bei stärkerem Seegang oder unabhängig vom Seenotkreuzer. Die Tochterboote der DGzRS sind zwischen 6,90 m (z. B. Minden) und 8,90 m (Hermann Marwede) lang. Die kleineren Kreuzer der 20-m-Klasse sind mit einem Festrumpfschlauchboot (RIB) ausgerüstet, das von der DGzRS als Arbeitsboot bezeichnet wird. Diese bieten nicht die Seetüchtigkeit der größeren Tochterboote, dafür eine deutlich größere Höchstgeschwindigkeit.
In anderen Ländern gibt es bei Seenotrettungsbooten teilweise auch das 'reine' Tochterbootprinzip. Die drei größeren Einheiten 
der Klasse SAR-3000 bei der polnische Seenotrettungsgesellschaft MSPiR führen wie bei der DGzRS in einer Heckwanne ein RIB-Boot mit. Bei der norwegischen Gesellschaft NSSR besitzen die drei Boote der Emmy Dyvi-Klasse im Heck ein geschütztes Dock, in dem ein fünf Meter langes Tochterboot einsatzbereit liegt und nach Flutung selbständig ein- und ausfahren kann.

## Zoll und Polizei

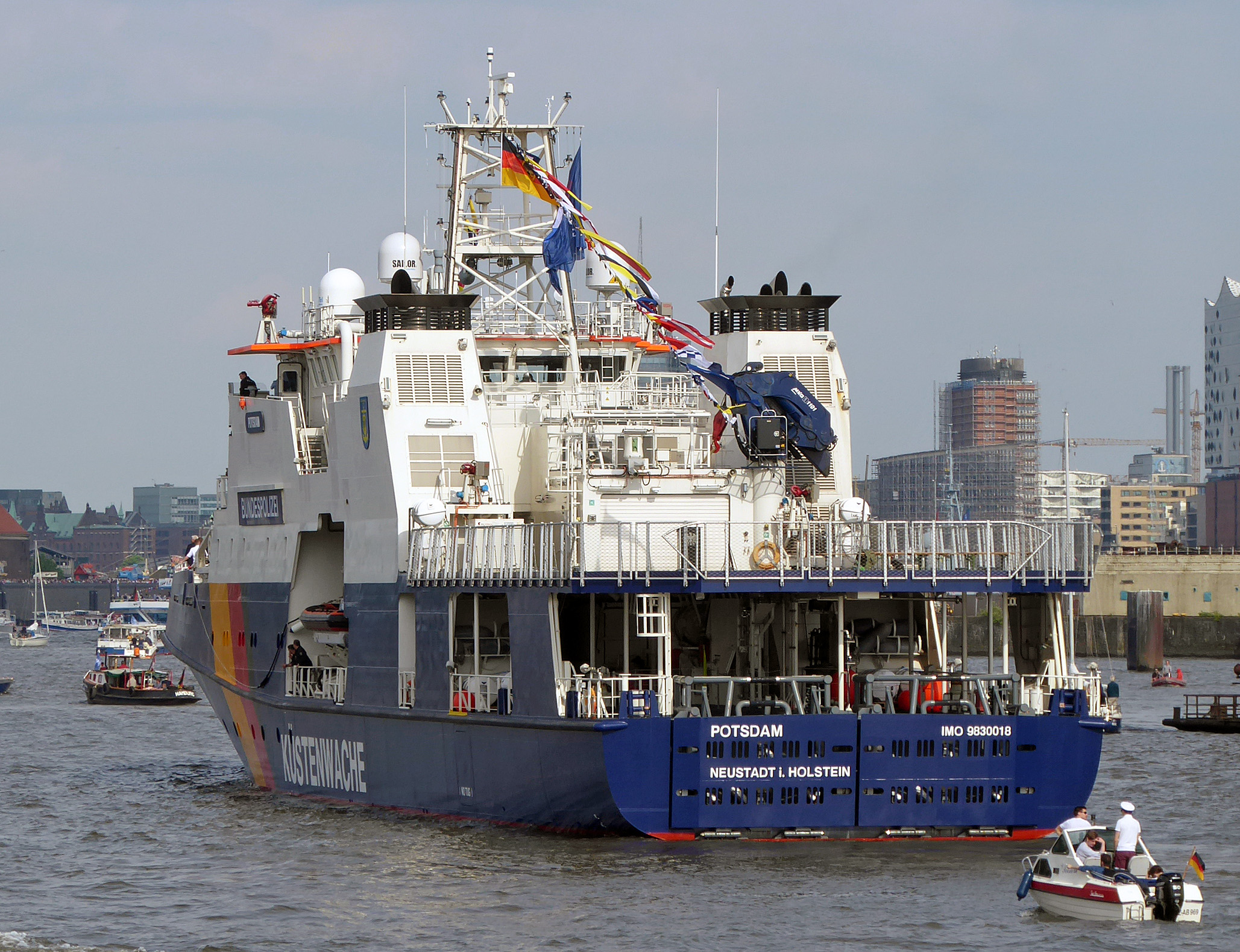
Die Heckansicht der Potsdam − Aufnahme für 2 Tochterboote

Seit einigen Jahren setzt auch die Bundespolizei Schiffe der Potsdam-Klasse ein, die im Heckbereich zwei Tochterboote mit sich führen können. Damit sind seichte Gewässer befahrbar, in denen die Wassertiefe für das Hauptschiff nicht ausreichend ist; und es können Personen auf ein anderes Schiff transportiert werden, ohne dass das Hauptschiff dem anderen Schiff allzu nahekommen muss (Kollisionsgefahr, Sicherheitsaspekte). Neben den zwei Heckwannen verfügen die Schiffe über zwei seitliche Davits für schnell einsetzbare Kontrollboote an Bord.

## Bilder

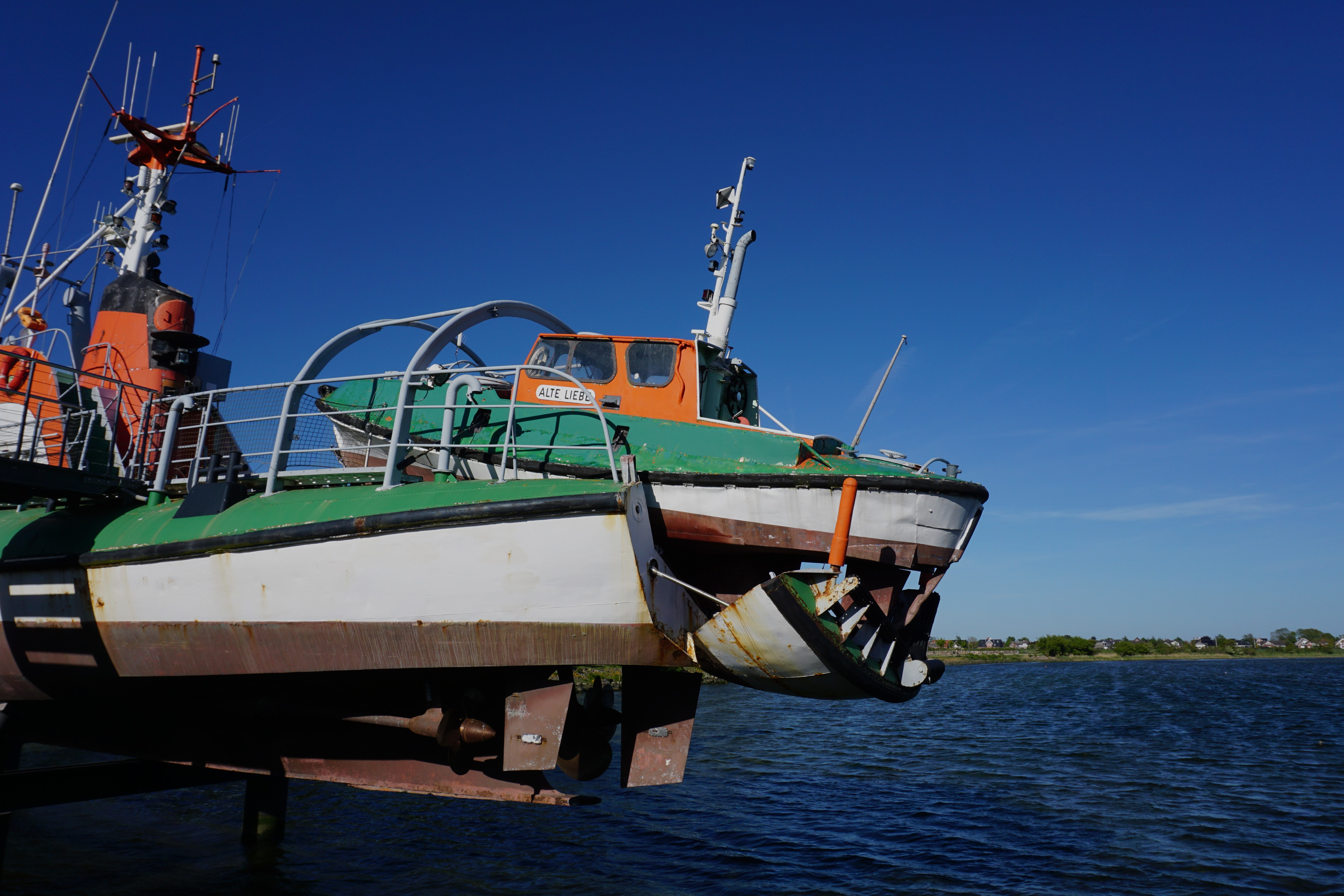
Tochterboot ALTE LIEBE in der Heckwanne der ARWED EMMINGHAUS (DGzRS)
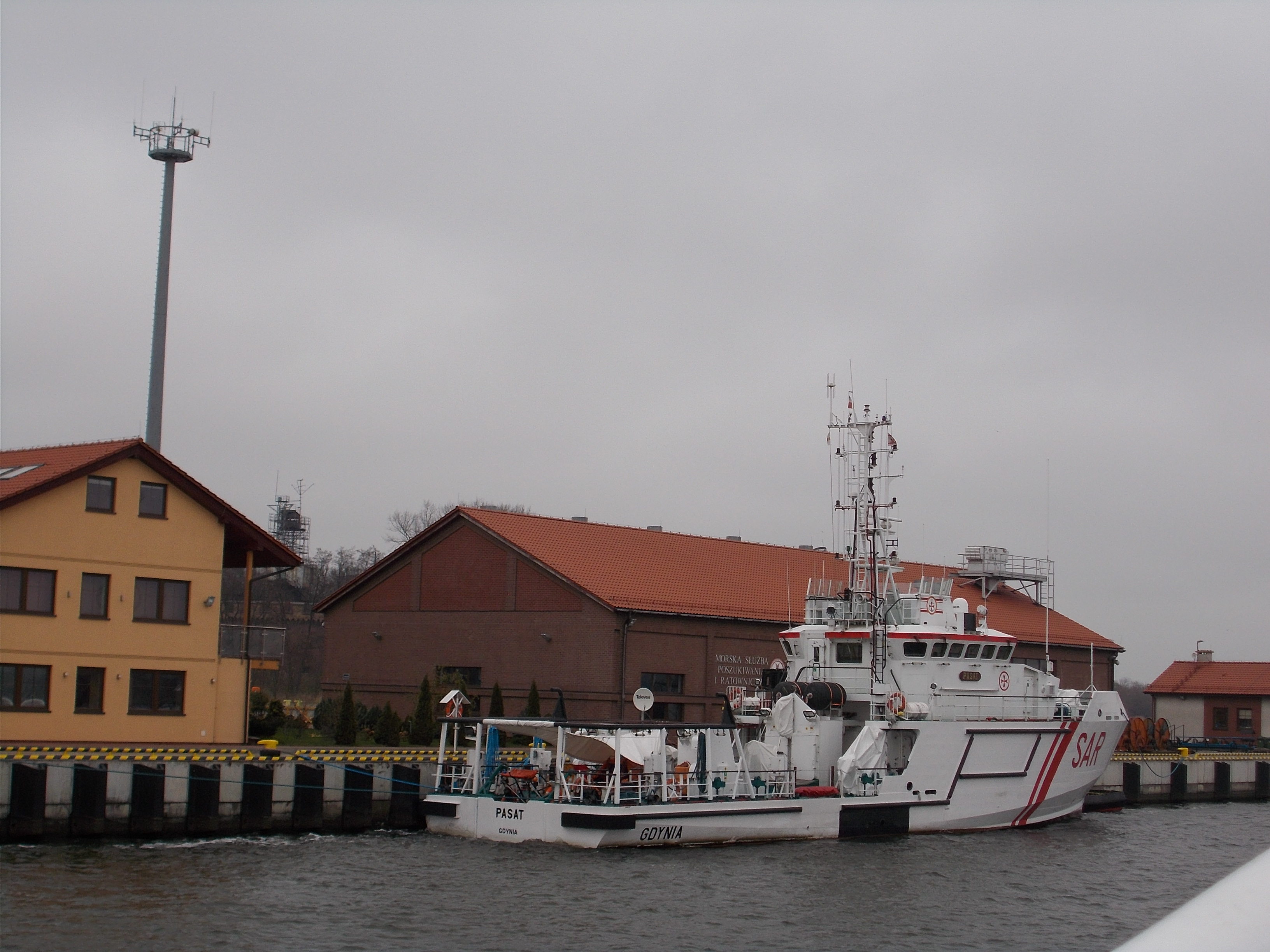
Tochterboot bei der MSPiR PASAT
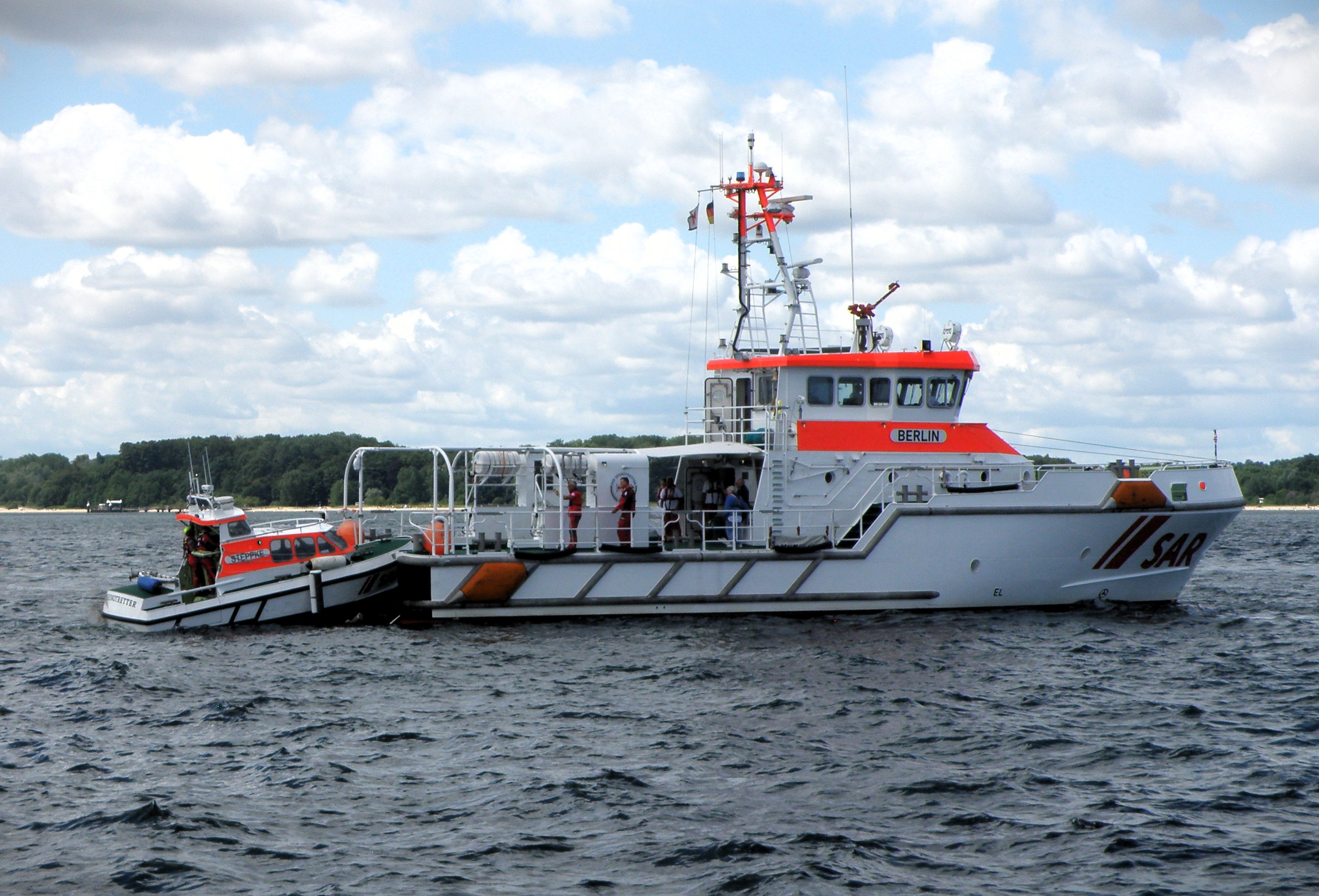
DGzRS Tochterboot STEPPKE wird von SK BERLIN an Bord gezogen

## Weblink
- Einsatz-Demonstration der EMMY DYVI (NSSR) mit Tochterboot